# アンブリン・エンターテインメント
アンブリン・エンターテインメント（Amblin' Entertainment, Inc.、旧：アンブリン・プロダクション（Amblin Productions）、スティーヴン・スピルバーグ・プロダクション（Steven Spielberg Productions））は、スティーヴン・スピルバーグが1981年に設立したアメリカの映画及びテレビ番組製作会社。
共同設立者にはキャスリーン・ケネディとフランク・マーシャルがいる。
アンブリンは、映画製作のみを行う会社で、たとえ自社製作の作品でも自社で映画の配給を行わない。

## 概要
会社のロゴマークは、映画『E.T.』で主人公のエリオットがE.T.を自転車の前かごに載せ、月を背景にして空を飛ぶ様子を模した映像である。ロゴは『E.T.』だが、最初に製作した映画は1985年製作の『ファンダンゴ』で、以後2作目『グーニーズ』、3作目『バック・トゥ・ザ・フューチャー』、4作目『ヤング・シャーロック/ピラミッドの謎』を発表し、一気にトップクラスの製作会社となった。
「アンブリン」は、スピルバーグの作品で最初に商業的に配給された26分間の短編映画「Amblin」に由来する。このショートフィルムはユニバーサル映画社の配給で、日本では70年代にぴあフィルムフェスティバルでそれぞれ上映され、以来ユニバーサルはアンブリン・エンターテインメント社製作の映画を多数共同で製作及び配給している。スピルバーグ以外の監督の作品も多数製作している。

## 映画作品
| 邦題/原題                               | 公開日（アメリカ） | 公開日（日本） | メイン・スタジオ                                      | その他のプロダクション会社 |
| --------------------------------------- | ------------------ | -------------- | ----------------------------------------------------- | --- |
| Oh!ベルーシ絶体絶命                     | 09-18-1981         | 04-24-1982     | ユニバーサル・ピクチャーズ                            | as Amblin Productions |
| ポルターガイスト                        | 06-04-1982         | 06-04-1982     | MGM/UA                                                | as Steven Spielberg Productions |
| E.T.                                    | 06-11-1982         | 12-04-1982     | ユニバーサル・ピクチャーズ                            | |
| グレムリン                              | 06-08-1984         | 12-08-1984     | ワーナー・ブラザース                                  | |
| ファンダンゴ                            | 01-25-1985         | 03-21-1986     | ワーナー・ブラザース                                  | |
| グーニーズ                              | 06-07-1985         | 12-07-1985     | ワーナー・ブラザース                                  | |
| バック・トゥ・ザ・フューチャー          | 07-03-1985         | 12-07-1985     | ユニバーサル・ピクチャーズ                            | U-ドライブ プロダクション |
| ヤング・シャーロック/ピラミッドの謎     | 12-04-1985         | 03-08-1986     | パラマウント・ピクチャーズ                            | ILM |
| カラーパープル                          | 12-18-1985         | 09-13-1986     | ワーナー・ブラザース                                  | The Guber-Peters Company |
| マネー・ピット                          | 03-26-1986         | 12-20-1986     | ユニバーサル・ピクチャーズ                            | U-ドライブ プロダクション |
| アメリカ物語                            | 11-21-1986         | 08-01-1987     | ユニバーサル・ピクチャーズ                            | U-ドライブ プロダクション |
| ハリーとヘンダスン一家                  | 06-05-1987         | 08-08-1987     | ユニバーサル・ピクチャーズ                            | U-ドライブ プロダクション |
| インナースペース                        | 07-01-1987         | 12-05-1987     | ワーナー・ブラザース                                  | |
| ニューヨーク東8番街の奇跡               | 12-18-1987         | 12-25-1987     | ユニバーサル・ピクチャーズ                            | |
| 太陽の帝国                              | 12-25-1987         | 04-29-1988     | ワーナー・ブラザース                                  | |
| ロジャー・ラビット                      | 06-22-1988         | 12-03-1988     | タッチストーン・ピクチャーズ                          | シルヴァー・スクリーン・パートナーズ ブエナ・ビスタ・ピクチャーズ（配給）                                                                                      |
| リトルフットの大冒険/謎の恐竜大陸       | 11-18-1988         | 03-04-1989     | ユニバーサル・ピクチャーズ                            | ルーカスフィルム w:Sullivan Bluth Studios U-ドライブ プロダクション                                                                                            |
| 晩秋                                    | 10-27-1989         | 04-20-1990     | ユニバーサル・ピクチャーズ                            | w:Ubu Productions |
| バック・トゥ・ザ・フューチャー2         | 11-22-1989         | 12-09-1989     | ユニバーサル・ピクチャーズ                            | U-ドライブ プロダクション |
| オールウェイズ                          | 12-22-1989         | 04-06-1990     | ユニバーサル・ピクチャーズ ユナイテッド・アーティスツ | U-ドライブ プロダクション |
| ジョー、満月の島へ行く                  | 03-09-1990         |                | ワーナー・ブラザース                                  | |
| バック・トゥ・ザ・フューチャー3         | 05-25-1990         | 07-06-1990     | ユニバーサル・ピクチャーズ                            | U-ドライブ プロダクション |
| グレムリン2新・種・誕・生               | 06-15-1990         | 08-03-1990     | ワーナー・ブラザース                                  | |
| アラクノフォビア                        | 07-18-1990         | 03-08-1991     | ハリウッド・ピクチャーズ                              | ブエナ・ビスタ・ピクチャーズ（配給） タングルド・ウェブ・プロダクションズ                                                                                      |
| ケープ・フィアー                        | 11-13-1991         | 12-21-1991     | ユニバーサル・ピクチャーズ                            | Cappa Films トライベッカ・プロダクションズ |
| アメリカ物語2/ファイベル西へ行く        | 11-22-1991         | 07-25-1992     | ユニバーサル・ピクチャーズ                            | |
| フック                                  | 12-11-1991         | 06-20-1992     | トライスター ピクチャーズ                             | |
| カーテンコール/ただいま舞台は戦闘状態   | 03-20-1992         |                | タッチストーン・ピクチャーズ                          | ナッシング・オン・プロダクションズ ブエナ・ビスタ・ピクチャーズ（配給） タッチウッド・パシフィック・パートナーズⅠ                                              |
| ラスト・ウィンド/少年達は砂漠を越えた   | 03-12-1993         |                | ウォルト・ディズニー・ピクチャーズ                    | |
| ジュラシック・パーク                    | 06-11-1993         | 07-17-1993     | ユニバーサル・ピクチャーズ                            | |
| 恐竜大行進                              | 11-24-1993         | 08-20-1994     | ユニバーサル・ピクチャーズ                            | |
| 欲望                                    | 12-03-1993         | 10-08-1994     | ポリグラム・フィルムド・エンターテインメント          | w:Gramercy Pictures（配給） Island World ローラーコースター・プロダクションズ                                                                                  |
| シンドラーのリスト                      | 12-15-1993         | 02-26-1994     | ユニバーサル・ピクチャーズ                            | |
| フリントストーン/モダン石器時代         | 05-27-1994         | 07-30-1994     | ユニバーサル・ピクチャーズ                            | ハンナ・バーベラ・プロダクション |
| ちびっこギャング                        | 08-05-1994         |                | ユニバーサル・ピクチャーズ                            | キング・ワールド・プロダクションズ |
| リトル・ジャイアンツ                    | 10-14-1994         |                | ワーナー・ブラザース                                  | |
| キャスパー                              | 05-26-1995         | 07-29-1995     | ユニバーサル・ピクチャーズ                            | ハーヴェイ・エンターテインメント |
| マディソン郡の橋                        | 06-02-1995         | 09-15-1995     | ワーナー・ブラザース                                  | マルパソ・プロダクションズ |
| 3人のエンジェル                         | 09-08-1995         | 06-08-1996     | ユニバーサル・ピクチャーズ                            | |
| バルト                                  | 12-22-1995         | 08-10-1996     | ユニバーサル・ピクチャーズ                            | |
| ツイスター                              | 05-17-1996         | 07-06-1996     | ユニバーサル・ピクチャーズ ワーナー・ブラザース       | Constant c Productions |
| トリガー・エフェクト                    | 08-30-1996         |                | グラマシー・ピクチャーズ（配給）                      | |
| ロスト・ワールド/ジュラシック・パーク   | 05-19-1997         | 07-12-1997     | ユニバーサル・ピクチャーズ                            | |
| メン・イン・ブラック                    | 07-02-1997         | 12-06-1997     | コロンビア ピクチャーズ                               | パークス/マクドナルド・プロダクションズ |
| スモール・ソルジャーズ                  | 07-10-1998         | 12-23-1998     | ドリームワークス ユニバーサル・ピクチャーズ           | |
| マスク・オブ・ゾロ                      | 07-17-1998         | 10-10-1998     | トライスター ピクチャーズ                             | デヴィッド・フォスター・プロダクションズ グローバル・エンタテインメント・プロダクションズ ゾロ・プロダクションズ                                               |
| プライベート・ライアン                  | 07-24-1998         | 09-26-1998     | ドリームワークス パラマウント・ピクチャーズ           | マーク・ゴードン・プロダクションズ w:Mutual Film |
| IN DREAMS/殺意の森                      | 01-15-1999         |                | ドリームワークス                                      | |
| フリントストーン2/ビバ・ロック・ベガス  | 04-28-2000         | 08-18-2000     | ユニバーサル・ピクチャーズ                            | ハンナ・バーベラ・プロダクション |
| A.I.                                    | 06-29-2001         | 06-30-2001     | ドリームワークス ワーナー・ブラザース                 | スタンリー・キューブリック・プロダクション |
| ジュラシック・パークIII                 | 07-18-2001         | 08-04-2001     | ユニバーサル・ピクチャーズ                            | |
| マイノリティ・リポート                  | 06-21-2002         | 12-07-2002     | 20世紀フォックス ドリームワークス                     | ブルー・チューリップ・プロダクションズ クルーズ/ワグナー・プロダクションズ                                                                                     |
| メン・イン・ブラック2                   | 07-04-2002         | 07-06-2002     | コロンビア ピクチャーズ                               | パークス/マクドナルド・プロダクションズ |
| キャッチ・ミー・イフ・ユー・キャン      | 12-25-2002         | 03-21-2003     | ドリームワークス                                      | ケンプ・カンパニー パークス/マクドナルド・プロダクションズ スプレンディッド・ピクチャーズ                                                                      |
| ターミナル                              | 06-18-2004         | 12-08-2004     | ドリームワークス                                      | パークス/マクドナルド・プロダクションズ |
| 宇宙戦争                                | 06-29-2005         | 06-29-2005     | ドリームワークス パラマウント・ピクチャーズ           | クルーズ/ワグナー・プロダクションズ |
| レジェンド・オブ・ゾロ                  | 10-28-2005         | 01-21-2006     | コロンビア ピクチャーズ                               | スパイグラス・エンターテインメント トルネード・プロダクションズ                                                                                                |
| SAYURI                                  | 12-09-2005         | 12-10-2005     | ドリームワークス コロンビア ピクチャーズ              | レッド・ワゴン・プロダクションズ スパイグラス・エンターテインメント                                                                                            |
| ミュンヘン                              | 12-23-2005         | 02-04-2006     | ドリームワークス ユニバーサル・ピクチャーズ           | アライアンス・アトランティス バリー・メンデル・プロダクションズ ザ・ケネディ/マーシャル・カンパニー ペンシュラ・フィルムズ                                     |
| モンスター・ハウス                      | 07-21-2006         | 01-13-2007     | コロンビア ピクチャーズ                               | イメージムーバーズ レラティビティ・メディア |
| 父親たちの星条旗                        | 10-20-2006         | 10-28-2006     | ドリームワークス ワーナー・ブラザース                 | マルパソ・プロダクションズ |
| 硫黄島からの手紙                        | 01-27-2007         | 12-09-2006     | ドリームワークス ワーナー・ブラザース                 | マルパソ・プロダクションズ |
| SUPER8/スーパーエイト                   | 06-10-2011         | 06-24-2011     | パラマウント・ピクチャーズ                            | バッド・ロボット・プロダクションズ |
| タンタンの冒険/ユニコーン号の秘密       | 12-23-2011         | 12-01-2011     | パラマウント・ピクチャーズ コロンビア ピクチャーズ    | エルジェ財団 ザ・ケネディ/マーシャル・カンパニー ウィングナット・フィルムズ ニコロデオン・ムービーズ                                                           |
| メン・イン・ブラック3                   | 25-05-2012         | 25-05-2012     | コロンビア ピクチャーズ                               | |
| リンカーン                              | 11-09-2012         | 04-19-20132    | ドリームワークス 20世紀フォックス                     | ザ・ケネディ/マーシャル・カンパニー |
| ジュラシック・ワールド                  | 06-12-2015         | 08-05-2015     | ユニバーサル・ピクチャーズ                            | レジェンダリー・ピクチャーズ |
| ブリッジ・オブ・スパイ                  | 10-16-2015         | 08-05-2015     | ドリームワークス 20世紀フォックス                     | パーティシパント・メディア リライアンス・エンターテインメント マーク・プラット・ピクチャーズ                                                                   |
| BFG: ビッグ・フレンドリー・ジャイアント | 07-01-2016         | 09-17-2016     | ウォルト・ディズニー・ピクチャーズ                    | ウォルト・ディズニー・スタジオ・モーション・ピクチャーズ（配給） ウォールデン・メディア リライアンス・エンターテインメント ザ・ケネディ/マーシャル・カンパニー |
| ペンタゴン・ペーパーズ/最高機密文書     | 12-22-2017         | 03-30-2018     | ドリームワークス 20世紀フォックス                     | パーティシパント・メディア アンブリン・パートナーズ スター・スローワ・エンターテインメント                                                                     |
| レディ・プレイヤー1                     | 03-30-2018         | 04-20-2018     | ワーナー・ブラザース                                  | ヴィレッジ・ロードショー・ピクチャーズ アンブリン・パートナーズ デ・ライン・ピクチャーズ ファラ・フィルム&マネージメント                                       |
| ジュラシック・ワールド/炎の王国         | 06-22-2018         | 07-13-2018     | ユニバーサル・ピクチャーズ                            | ザ・ケネディ/マーシャル・カンパニー レジェンダリー・ピクチャーズ                                                                                               |
| ルイスと不思議の時計                    | 09-21-2018         | 10-12-2018     | ユニバーサル・ピクチャーズ                            | ミソロジー・エンターテインメント |
| 僕のワンダフル・ジャーニー              | 05-17-2019         | 09-13-2019     | ユニバーサル・ピクチャーズ                            | ウォールデン・メディア |
| メン・イン・ブラック:インターナショナル | 06-14-2019         | 06-14-2019     | コロンビア ピクチャーズ                               | Parkes + Macdonald Image Nation |
| キャッツ                                | 12-20-2019         | 24-01-2020     | ユニバーサル・ピクチャーズ                            | モニュメンタル・ピクチャーズ レアリー・ユースフル・グループ ワーキング・タイトル・フィルムズ                                                                   |
| ザ・ターニング                          | 24-01-2020         |                | ユニバーサル・ピクチャーズ                            | ドリームワークス・ピクチャーズ ヴァーティゴ・エンターテインメント                                                                                              |
| フィンチ                                | 05-11-2021         | 05-11-2021     | Apple TV+                                             | Dutch Angle イメージムーバーズ プレイトーン アリババ・ピクチャーズ Misher Films ウォールデン・メディア                                                         |
| ウエスト・サイド・ストーリー            | 10-12-2021         | 02-11-2022     | 20世紀スタジオ                                        | TSGエンターテインメント |
| ジュラシック・ワールド/新たなる支配者   | 06-10-2022         | 07-29-2022     | ユニバーサル・ピクチャーズ                            | パーフェクト・ワールド・ピクチャーズ |
| フェイブルマンズ                        | 11-11-2022         | 03-03-2023     | ユニバーサル・ピクチャーズ                            | リライアンス・エンターテインメント |
| マエストロ: その音楽と愛と              | 11-22-2023         | 12-08-2023     | Netflix                                               | シケリア・プロダクションズ |
| カラーパープル                          | 12-25-2023         | 02-09-2024     | ワーナー・ブラザース                                  | ハーポ・フィルムズ クインシー・ジョーンズ・プロダクションズ |
| ツイスターズ                            | 07-19-2024         | 08-01-2024     | ユニバーサル・ピクチャーズ ワーナー・ブラザース       | ザ・ケネディ/マーシャル・カンパニー |
| ジュラシック・ワールド/復活の大地       | 07-02-2025         | 08-08-2025     | ユニバーサル・ピクチャーズ                            | ザ・ケネディ/マーシャル・カンパニー |

## 短編映画
- おなかが大変!（1989）
- ローラー・コースター・ラビット（1990）
- キャンプは楽しい（1993）
- I'm Mad（アニマニアックス）（1994）

## OVA
- Tiny Toon Adventures: How I Spent My Vacation（1992）
- Wakko's Wish（1999）

## テレビ作品

### テレビ映画
- Class of '61（1993）

### テレビドラマ

#### ドリームワークス・テレビジョン
- On the Lot（2007）
- The Talisman（2009）

#### ユニバーサル・テレビジョン
- 世にも不思議なアメージング・ストーリー（1985–1987）
- Harry and the Hendersons（MCA TVにて1991–1993）
- シークエスト（1993–1996）
- アース2（1994–1995）
- Fudge（MTEにて1995–1996、ユニバーサルにて1996–1997）

#### ワーナー・ブラザース・テレビジョン
- ER緊急救命室（1994–2009）
- フォーリング スカイズ（2014–2015）

#### パラマウントテレビジョン、ルーカスフィルム
- ヤング・インディ・ジョーンズ（1992–1996）

#### 20世紀フォックステレビジョン
- Terra Nova 〜未来創世記（2011）
- ジ・アメリカンズ（2013–2018）

#### ショウタイム・テレビジョン
- ボルジア家 愛と欲望の教皇一族（2011）

### テレビアニメ

#### ユニバーサル・アニメーション・スタジオ
- Back to the Future: The Animated Series（1991–1992）
- A Wish for Wings That Work（1991）
- アメリカ物語 ファイベルの冒険（1992）
- The Spooktacular New Adventures of Casper（1996–1998）
- The Land Before Time（2007–2008）

#### ワーナー・ブラザース・アニメーション
- タイニー・トゥーンズ（1990–1995）
- The Plucky Duck Show（1992）
- アニマニアックス（1993–1998）
- Freakazoid!（1995–1997）
- ピンキー&ブレイン（1995–1998）
- Pinky, Elmyra & the Brain（1998–1999）

#### ユニバーサル、ワーナー・ブラザース、ネルバナ
- Family Dog（1993）

#### コロンビア・トライスター・テレビジョン
- メン・イン・ブラック（1997–2001）